# Leon Ghilardi
Leon Ghilardi, właśc. Leopold Ghilardi della Ghianda (ur. 19 września 1881 w Karlovacu, Austro-Węgry, zm. 15 sierpnia 1935 w Fierze) – generał armii albańskiej, pochodzenia chorwacko-włoskiego.

## Życiorys

### Pochodzenie i wykształcenie
Pochodził z rodziny chorwackiej, katolickiej, o korzeniach włoskich. Był synem urzędnika kolejowego. Uczył się w gimnazjum w Zagrzebiu, a następnie w latach 1898-1902 w szkole kadetów w Karlovacu (Infanterie Kadetenschule). Od 1902 służył w 22 pułku piechoty, a następnie w jednostce huzarów armii austro-węgierskiej. W 1913 wyniku skandalu obyczajowego (uwiódł żonę jednego z oficerów) okrył się niesławą i wystąpił z armii. W 1913 pojawił się na Bałkanach i walczył w jednej z czet bułgarskich lub macedońskich przeciwko Serbom.

### Działalność na terytorium Albanii
Pod koniec 1913 przyjechał do Wlory, gdzie wstąpił do żandarmerii, tworzonej przez rząd tymczasowy, działający we Wlorze. Był prawdopodobnie jednym z pierwszych cudzoziemców, naturalizowanych przez władze albańskie. Otrzymał wtedy stopień kapitana i wziął udział w walkach przeciwko Grekom w rejonie Korcza-Leskovik. W kwietniu 1914 wyróżnił się w obronie Beratu przed rebeliantami, walczącymi przeciwko rządowi Turhana Paszy Përmetiego. Po wyjeździe księcia Albanii, Wilhelma zu Wieda i upadku państwa albańskiego, Gilardi działał w rejonie Wlory, a następnie przeniósł się do Macedonii, gdzie walczył przeciwko Serbom. Po zajęciu ziem albańskich przez oddziały austro-węgierskie zgłosił się do gen. Viktora von Scheuchenstuela i zajął się rekrutacją Albańczyków do jednostek ochotniczych, walczących po stronie Austro-Węgier. W marcu i kwietniu 1916, na czele 6000 ludzi prowadził działania na terytoriach okupowanych przez Włochów, dochodząc do rzeki Vjosy i przejmując w imieniu Austro-Węgier władzę nad Beratem.
W 1920 przeszedł z żandarmerii do tworzonej wówczas armii albańskiej. Nieufny wobec Ghilardiego Ahmed Zogu zmienił zdanie na jego temat w czerwcu 1924, kiedy ten przepłynął rzekę Drin, aby wesprzeć Zogu, walczącego z oddziałami rządowymi, lojalnymi wobec Fana Noliego. W czasie pobytu na emigracji w Belgradzie Zogu współpracował ściśle z Ghilardim, który stał się jego głównym doradcą wojskowym. 
Powrót Zogu do władzy w 1925 przyniósł kolejne awanse Ghilardiemu. W 1925 został majorem i adiutantem A. Zogu. W 1928 awansował na stopień generalski. W tym czasie był jednym ze współtwórców koncepcji obrony kraju i generalnym inspektorem armii. Od lutego 1930, po śmierci gen. Selaheddina Bloshmiego, nadzorował największą organizację młodzieżową w Albanii - Enti Kombëtar. Był uważany za jednego z najbliższych doradców króla Zoga I, uczestnicząc w negocjacjach z Włochami.

### Rebelia w Fierze
W 1935 w Fierze doszło do rebelii wywołanej przez oficerów żandarmerii. Gen. Ghilardi znalazł się przypadkowo w okolicach miasta, jadąc samochodem w kierunku Pojana. Zginął zastrzelony przy samochodzie, wraz ze swoim kierowcą Vasem Kirim, kiedy próbował stawiać opór przy rozbrojeniu. 17 sierpnia odbył się uroczysty pogrzeb państwowy, a następnie Ghilardiego pochowano na cmentarzu wojskowym w Petreli.
Odznaczony Wielką Wstęgą Orderu Skanderbega I kl.